# ياوابا بورابولتشاي
ياوابا بورابولتشاي (بالتايلندية: เยาวภา บุรพลชัย) (من مواليد 6 سبتمبر 1984 في بانكوك) هي لاعبة تايكوندو تايلاندية التي كانت صاحبة الميدالية البرونزية في حدث السيدات تحت 49 كجم في دورة الألعاب الأولمبية الصيفية 2004. حصلت على شهادة بكالوريوس في التاريخ من تاماسات.
بدأت تتنافس في عام 2002. في الدور الأول لبطولة النساء تحت وزن 49 كيلوغرام هزمت بريجيت ياجي من إسبانيا وفي الدور ربع النهائي خسرت من يانليس يوليت لابرادا دياز من كوبا. هزمت إيفيت جوندا من كندا وغلاديس أليسيا مورا روميرو من كولومبيا في بطولة التأهيل التلقائي لتفوز بالميدالية البرونزية وبالتالي أصبحت أول حاصلة على ميدالية في الألعاب الأولمبية الصيفية خارج الملاكمة ورفع الأثقال.
فازت بميدالية برونزية في دورة ألعاب الجامعات وبطولة العالم للتايكواندو وبطولة العالم للتايكواندو للألعاب الأولمبية في عام 2003 وذهبية في دورة ألعاب جنوب شرق آسيا في نفس العام. يدعي العديد من التايلانديين أن ياوابا واحدة من أكثر الرياضيين شعبية بين التايلانديين وكانت في كثير من الأحيان ضحية من قبل الحكام. بالإضافة إلى خسارتها أمام دياز في أثينا فقد خسرت أيضاً أمام ليم سو جيونج الكورية الجنوبية في مباراة الذهبية في دورة الألعاب الآسيوية 2002 في بوسان، كوريا الجنوبية وهزمت في الدور الأول في دورة ألعاب جنوب شرق آسيا 2005 في الفلبين بواسطة لورين لوريلي كاتالان الفلبينية. وزعم المسؤولون التايلانديون أنهم خُدعوا من قبل القضاة في هذه المباريات وخاصة المباريات التي شارك فيها أهل البلد المضيف.

## وصلات خارجية
- ياوابا بورابولتشاي على موقع TaekwondoData.com (الإنجليزية)
- ياوابا بورابولتشاي على موقع أوليمبيديا (الإنجليزية)
- إيفانز, هيلاري; جيرد, أريلد; هيجمانز, جيرون; مالون, بل. "ياوابا بورابولتشاي". على موقع Sports-Reference.com (بالإنجليزية). سبورتس رفرنس.{{استشهاد ويب}}:  صيانة الاستشهاد: url-status (link)
- بروفايل على موقع واي باك مشين (نسخة محفوظة 2004-09-01)